# Matthias Gallas
Matthias Gallas (Trient, 1584. szeptember 16. – Bécs, 1647. április 25.) gróf, osztrák császári tábornok a harmincéves háborúban.

## Élete
Régi család ivadéka. 1616-17-ben részt vett a Szavoja ellen intézett spanyol hadjáratban, azután a liga szolgálatába lépve, 1623-tól 1628-ig különösen az északi német hadjáratokban tűnt ki. 1629-ben II. Ferdinánd császár szolgálatába szegődött, mire Callalto fővezérsége alatt Aldringerrel együtt Olaszországban harcolt és Mantova elfoglalásában vett részt. 1631-ben átvette Tillynek a svédek által Breitenfeld mellett megvert seregét, fedezte Csehországot és a császári tüzérség újjászervezésével foglalkozott. Azután Wallenstein oldalára került, aki őt nagyon megkedvelte és miután a szászokat Csehországból kiűzte, táborszernaggyá léptette elő 1632. október 20-án. Részt vett azután a nürnbergi csatában, de a lützeni csatától elkésett. 1633. szeptember 16-án Wallenstein helyettes-fővezérré nevezte ki. Ennek dacára 1634 január havában a bécsi udvari párthoz szegődött, mely Wallenstein megbuktatására tört. Az udvar parancsára ő és Piccolomini tábornagy Wallensteinnak minden lépését ellenőrizte. Wallenstein meggyilkoltatása után pedig (1634) Friedlandot kapta jutalmul és Ferdinánd főherceg, magyar király, a császári hadak új fővezére mellé rendeltetett. Ez évben Regensburgot bírta megadásra és kivívta a nördlingeni diadalt. 1635-ben a Rajna mellett találjuk, ahol Mainzot kerítette hatalmába, de a Franche-Comtéből csúfosan vissza kellett vonulnia; mire a haditörvényszék elé állították. A trónörökös közbelépése folytán azonban megmenekült a büntetéstől. 1637. június 1-én újra elnyerte a fővezéri állást, és ekkor Banerral és Wrangel-lal csatázott Pomerániában; 1638-ban azonban Sziléziába, 1639 novemberében pedig Csehországba kellett visszahúzódnia. Ekkor aztán másodízben megfosztották a fővezérségtől. 1643-ban harmadszor lett fővezér és Sziléziába és Holsteinba követte a visszavonuló Torstenssont és Kielt is elfoglalta, de nemsokára megfordult a kocka és őneki kellett Torstensson elől visszavonulnia, mire az udvar a fővezérséget Hatzfeldre ruházta át. Miután 1645-ben a Jankau mellett vívott csatában részt vett, azzal bízták meg, hogy Prágánál újabb hadsereget szervezzen. E feladatnak, betegeskedése miatt nem tudván megfelelni, leköszönt és két évvel később meghalt. Családjának utolsó sarja Fülöp József gróf volt, aki 1757-ben halt meg. Ekkor unokaöccse és örököse, Clam báró vette fel a Gallas melléknevet.

## Emlékezete
Carrarai márványból faragott életnagyságú szobrát felállították a Hadvezérek csarnokában, a bécsi Hadtörténeti Múzeumban. Egy mellszobra a Heldenberg emlékhelyen a hősök sétányán látható.